# Aleja Andrássyego
Aleja Andrássyego (węg. Andrássy út) – reprezentacyjna aleja Budapesztu, łącząca plac Elżbiety (Erzsébet tér) z placem Bohaterów (Hősök tere). Wzdłuż niej wznoszą się eklektyczne neorenesansowe budynki, m.in. gmach opery węgierskiej.

## Historia
W 1768 r. ulica nosiła nazwę Ellbogengasse. W latach 30. XIX w. część otrzymała nazwę Schiffmannsplatz (następnie Herminenplatz), zaś w latach 40. tego stulecia inna część została nazwana Mauergasse. W 1870 r. hrabia Gyula Andrássy (ówczesny premier Węgier) rzucił pomysł przekształcenia ulicy w szeroką aleję na wzór paryski. Pomysł został zaakceptowany i w 1871 r. ruszyła przebudowa. Sama ulica została ukończona w szybkim tempie, lecz jej zabudowa (obliczona na ok. 5 lat) trwała znacznie dłużej. W 1873 r. na skutek kryzysu ekonomicznego prace budowlane zostały w większości zatrzymane. W 1876 r. część inwestorów dotkniętych kryzysem była zmuszona zwrócić niezagospodarowane działki miastu. Ostatecznie aleja została uroczyście otwarta 20 sierpnia 1876 r., jednak prace budowlane przy poszczególnych budynkach trwały aż do 1885 r. W 1883 r. nazwę alei zmieniono na Sugár út (Wielki Bulwar), by w 1885 r. nazwać ją imieniem jej pomysłodawcy (Andrássy út). W 1950 r. otrzymała ona nazwę Sztálin út (ulica Stalina), w 1956 r. (po śmierci dyktatora) – Magyar Ifjúság útja (aleja Młodzieży Węgierskiej), a w 1957 r. – Népköztársaság útja (ulica Republiki Ludowej). Ostatecznie w 1990 r. powrócono do starej nazwy Andrássy út (alei Andrássyego).
Aleja Andrássyego wraz z placem Bohaterów, Parkiem Miejskim i biegnącą pod nią Milenijną Koleją Podziemną została zapisana na liście światowego dziedzictwa UNESCO w 2002 r. jako rozszerzenie wpisu nabrzeży Dunaju i budańskiej dzielnicy zamkowej z 1987 r.
Przy alei Andrássyego pod numerem 60 mieści się jedno z reprezentacyjnych muzeów Budapesztu – Terror Háza.